# Lüdersburg
Lüdersburg település Németországban, azon belül Alsó-Szászország tartományban. Lakosainak száma 680 fő (2023. december 31.).

## Népesség
A település népességének változása:
| Lakosok száma | 639  | 630  | 634  | 646  | 656  | 680  |
|               | 2016 | 2017 | 2019 | 2021 | 2022 | 2023 |